# David Ericson
Axel David Ericson, född 15 april 1869 i Motala, död 5 december 1946, var en svenskamerikansk konstnär.
Han var son till hantlangaren Karl Erik Wilhelm Eriksson och Augusta Engman. Han kom med sina föräldrar till Amerika 1873 där familjen bosatte sig i Duluth, Minnesota. Efter avslutad skolgång sökte han sig till Art Students League i New York där han bland annat studerade för William Merritt Chase och därefter för James McNeill Whistler i England samt för René-Xavier Prinet och Emmanuel Fremiet i Paris. Han återvände efter studietiden i Paris till New York där han var verksam en kort tid innan han bosatte sig i Duluth, där han som konstnär fick en bemärkt ställning. Han var under en period verksam som lärare vid The Academy of Fine Arts i Buffalo. Han medverkade i ett stort antal utställningar både i Amerika och Europa, på Världsutställningen i Saint Louis 1904 tilldelades han en silvermedalj och vid Minnesotas konstutställning i St Paul 1911 blev det ett första pris. I Europa medverkade han i Parisersalongerna och han medverkade i konstutställningen i Göteborg 1923. Med utställningsverksamhet spridd på två kontinenter inrättade han en ateljé i Etaples vid den franska kanalkusten. Hans konst består av figurer, mariner, porträtt och landskap i olja samt skulpturer och illustrationer.
Ericson är representerad vid Carnegie Library i Duluth, Commercial Club i Duluth, Tweed Museum i Duluth och American Swedish Institute i Minneapolis.